# Rough (rivière de Nouvelle-Zélande)
Pour les articles homonymes, voir Rough (rivière).
La rivière Rough  (en anglais : Rough River), alternativement connue comme la rivière Otututu , est un cours d’eau de la région de la West Coast dans l’Île du Sud de la Nouvelle-Zélande.

## Géographie
C’est un affluent majeur du fleuve Grey. Elle s’écoule à partir de sa source près du Mont Uriah dans la chaîne de Paparoa à vingt kilomètres à l’est de Charleston, pour atteindre le fleuve Grey vers le sud-ouest du village d’Ikamatua. Cette rivière est actuellement présentée sur certaines cartes sous le nom de rivière « Otututu (Rough) », bien que cette orthographe ne soit plus retenue actuellement dans la liste des rivières et fleuves de la Nouvelle-Zélande.